# Taking Over Me
"Taking Over Me" je pjesma s albuma Fallen američkog sastava Evanescence. Napisali su je Amy Lee, David Hodges i John LeCompt. Amy Lee kaže kako je tema ove pjesme opsesija.